# Everton Football Club 2018-2019
Questa voce raccoglie le informazioni riguardanti l'Everton Football Club nelle competizioni ufficiali della stagione 2018-2019.

## Stagione
La stagione 2018-2019 dell'Everton rappresenta la 65ª stagione consecutiva nella massima categoria inglese, su un totale di 116 campionati disputati nella prima divisione nazionale.
Il primo "acquisto" stagionale è l'ingaggio di Marco Silva come allenatore della prima squadra, alla sua terza esperienza in Premier League.
In League Cup, denominata Carabao Cup per motivi di sponsorizzazione, la squadra viene eliminata dal Southampton, dopo i calci di rigore, al terzo turno eliminatorio.
Dopo aver passato il terzo turno in FA Cup, vincendo contro il Lincoln City, a sorpresa viene sconfitto al quarto turno dal Millwall per 3-2, venendo così eliminato dalla competizione.
Il 12 maggio 2019, conclude il campionato di Premier League all'ottavo posto, pareggiando 2-2 sul campo del Tottenham Hotspur.

## Maglie e sponsor
Lo sponsor tecnico dell'Everton per la stagione 2018-2019 è l'azienda inglese, Umbro. Lo sponsor che comparirà sulle maglie è SportPesa. Il 1º maggio 2018, con un ampio anticipo rispetto all'inizio della stagione, attraverso un video promozionale viene rivelato il kit HOME per la stagione 2018/2019.. Il 19 luglio 2018 viene lanciato il kit AWAY per la stagione 2018/2019 con la presentazione della squadra femminile.. Il 24 agosto 2018 viene presentato il kit THIRD per la stagione 2018/2019.. Per la stagione 2018/2019, Angry Birds, il videogioco rompicapo sviluppato e pubblicato dall'azienda finlandese Rovio Mobile, con protagonista gli uccelli, continuerà ad apparire sulle divise di gioco come Sleeve Sponsor, ovvero sponsor di manica, nello specifico sul lato sinistro.
|  | Casa | Trasferta | Terza maglia |

## Rosa
Rosa, numerazione e ruoli, tratti dal sito ufficiale, sono aggiornati al 1º febbraio 2019.
| N. |                         | Ruolo | Calciatore               |
| -- | ----------------------- | ----- | ------------------------ |
| 1  | Inghilterra (bandiera)  | P     | Jordan Pickford          |
| 2  | Inghilterra (bandiera)  | D     | Mason Holgate            |
| 3  | Inghilterra (bandiera)  | D     | Leighton Baines          |
| 4  | Inghilterra (bandiera)  | D     | Michael Keane            |
| 5  | Francia (bandiera)      | D     | Kurt Zouma               |
| 6  | Inghilterra (bandiera)  | D     | Phil Jagielka (capitano) |
| 7  | RD del Congo (bandiera) | C     | Yannick Bolasie          |
| 8  | Portogallo (bandiera)   | C     | André Gomes              |
| 10 | Islanda (bandiera)      | C     | Gylfi Sigurðsson         |
| 11 | Inghilterra (bandiera)  | A     | Theo Walcott             |
| 12 | Francia (bandiera)      | D     | Lucas Digne              |
| 13 | Colombia (bandiera)     | D     | Yerry Mina               |
| 14 | Turchia (bandiera)      | A     | Cenk Tosun               |
| 16 | Irlanda (bandiera)      | C     | James McCarthy           |
| 17 | Senegal (bandiera)      | C     | Idrissa Gueye            |

| N. |                         | Ruolo | Calciatore            |
| -- | ----------------------- | ----- | --------------------- |
| 18 | Francia (bandiera)      | C     | Morgan Schneiderlin   |
| 19 | Senegal (bandiera)      | A     | Baye Oumar Niasse     |
| 20 | Brasile (bandiera)      | C     | Bernard Duarte        |
| 22 | Paesi Bassi (bandiera)  | P     | Maarten Stekelenburg  |
| 23 | Irlanda (bandiera)      | D     | Séamus Coleman        |
| 26 | Inghilterra (bandiera)  | C     | Thomas Davies         |
| 28 | Inghilterra (bandiera)  | C     | Kieran Dowell         |
| 29 | Inghilterra (bandiera)  | A     | Dominic Calvert-Lewin |
| 30 | Brasile (bandiera)      | A     | Richarlison           |
| 31 | Inghilterra (bandiera)  | A     | Ademola Lookman       |
| 33 | Portogallo (bandiera)   | P     | João Virgínia         |
| 34 | RD del Congo (bandiera) | C     | Beni Baningime        |
| 35 | Inghilterra (bandiera)  | D     | Tyias Browning        |
| 41 | Polonia (bandiera)      | P     | Mateusz Hewelt        |
| 43 | Inghilterra (bandiera)  | D     | Jonjoe Kenny          |

## Calciomercato

### Sessione estiva(dall'1/7 al 9/8)
| Acquisti | Acquisti         | Acquisti          | Acquisti      |
| R.       | Nome             | da                | Modalità      |
| -------- | ---------------- | ----------------- | ------------- |
| P        | João Virgínia    | Arsenal           | definitivo    |
| D        | Richarlison      | Watford           | definitivo    |
| D        | Lucas Digne      | Barcellona        | definitivo    |
| D        | Yerry Mina       | Barcellona        | definitivo    |
| D        | Kurt Zouma       | Chelsea           | prestito      |
| D        | Antonee Robinson | Bolton            | fine prestito |
| C        | Bernard Duarte   | Šachtar           | svincolato    |
| C        | André Gomes      | Barcellona        | prestito      |
| C        | Muhamed Bešić    | Middlesbrough     | fine prestito |
| C        | Kieran Dowell    | Nottingham Forest | fine prestito |
| C        | Henry Onyekuru   | Anderlecht        | fine prestito |
| A        | Kevin Mirallas   | Olympiacos        | fine prestito |
| A        | Sandro Ramírez   | Siviglia          | fine prestito |
| A        | Ademola Lookman  | RB Lipsia         | fine prestito |

| Cessioni | Cessioni             | Cessioni        | Cessioni   |
| R.       | Nome                 | a               | Modalità   |
| -------- | -------------------- | --------------- | ---------- |
| P        | Tom Murphy           |                 | svincolato |
| P        | Louis Gray           | Nuneaton Town   | gratuito   |
| P        | Matthew Johnson      |                 | svincolato |
| P        | Joel Robles          | Real Betis      | gratuito   |
| D        | Ramiro Funes Mori    | Villarreal      | definitivo |
| D        | Luke Garbutt         | Oxford Utd      | prestito   |
| D        | Ashley Williams      | Stoke City      | prestito   |
| D        | Antonee Robinson     | Wigan           | prestito   |
| D        | Stephen Duke-McKenna | Bolton          | svincolato |
| D        | Nathan Baxter        |                 | svincolato |
| D        | Jordan Corke         |                 | svincolato |
| D        | Natan Moore          |                 | svincolato |
| C        | Charlie Ball         |                 | svincolato |
| C        | Sid Kerr             |                 | svincolato |
| C        | Jose Baxter          | Oldham Athletic | gratuito   |
| C        | Tom Scully           | Norwich City    | gratuito   |
| C        | Conor Grant          | Plymouth        | gratuito   |
| C        | David Henen          | Charleroi       | gratuito   |
| C        | Davy Klaassen        | Werder Brema    | definitivo |
| C        | Henry Onyekuru       | Galatasaray     | prestito   |
| C        | Callum Connolly      | Wigan           | prestito   |
| A        | Calum Dyson          | Plymouth        | gratuito   |
| A        | Sam Byrne            | Dundalk         | gratuito   |
| A        | Wayne Rooney         | D.C. United     | gratuito   |
| A        | Shani Tarashaj       | Grasshoppers    | prestito   |
| A        | Kevin Mirallas       | Fiorentina      | prestito   |

### Operazioni esterne(dal 10/8 al 31/12)
| Acquisti | Acquisti | Acquisti | Acquisti |
| R.       | Nome     | da       | Modalità |
| -------- | -------- | -------- | -------- |

| Cessioni | Cessioni           | Cessioni      | Cessioni |
| R.       | Nome               | a             | Modalità |
| -------- | ------------------ | ------------- | -------- |
| D        | Cuco Martina       | Stoke City    | prestito |
| D        | Matthew Pennington | Ipswich Town  | prestito |
| C        | Nikola Vlašić      | CSKA Mosca    | prestito |
| C        | Muhamed Bešić      | Middlesbrough | prestito |
| C        | Joe Williams       | Bolton        | prestito |
| C        | Yannick Bolasie    | Aston Villa   | prestito |
| A        | Sandro Ramírez     | Real Sociedad | prestito |

### Sessione invernale(dall'1/1 al 18/1)
| Acquisti | Acquisti        | Acquisti    | Acquisti             |
| R.       | Nome            | da          | Modalità             |
| -------- | --------------- | ----------- | -------------------- |
| D        | Cuco Martina    | Stoke City  | risoluzione prestito |
| C        | Yannick Bolasie | Aston Villa | risoluzione prestito |
| C        | Callum Connolly | Wigan       | risoluzione prestito |

| Cessioni | Cessioni          | Cessioni      | Cessioni |
| R.       | Nome              | a             | Modalità |
| -------- | ----------------- | ------------- | -------- |
| P        | Joe Hilton        | Marine        | prestito |
| D        | Mason Holgate     | West Bromwich | prestito |
| D        | Cuco Martina      | Feyenoord     | prestito |
| C        | Kieran Dowell     | Sheffield Utd | prestito |
| C        | Beni Baningime    | Wigan         | prestito |
| C        | Yannick Bolasie   | Anderlecht    | prestito |
| C        | Callum Connolly   | Bolton        | prestito |
| C        | Antony Evans      | Blackpool     | prestito |
| A        | Shayne Lavery     | Falkirk       | prestito |
| A        | Baye Oumar Niasse | Cardiff City  | prestito |

### Operazioni esterne(dall'1/2 al 30/06)
| Acquisti | Acquisti | Acquisti | Acquisti |
| R.       | Nome     | da       | Modalità |
| -------- | -------- | -------- | -------- |

| Cessioni | Cessioni       | Cessioni         | Cessioni   |
| R.       | Nome           | a                | Modalità   |
| -------- | -------------- | ---------------- | ---------- |
| D        | Tyias Browning | Guangzhou E.     | definitivo |
| A        | Boris Mathis   | Northampton Town | prestito   |

## Risultati

### Premier League

#### Girone di andata
| Arbitro: | Pawson |

|                       |           |                      |
| Neves 44’ Jiménez 80’ | Marcatori | 17’, 67’ Richarlison |

| Arbitro: | Mason |

|                             |           |          |
| Walcott 15’ Richarlison 31’ | Marcatori | 54’ Ings |

| Arbitro: | Probert |

|                         |           |                       |
| King 75’ (rig.) Aké 79’ | Marcatori | 56’ Walcott 66’ Keane |

| Arbitro: | Attwell |

|                   |           |             |
| Calvert-Lewin 36’ | Marcatori | 34’ Billing |

| Arbitro: | Atkinson |

|                |           |                                    |
| Sigurðsson 45’ | Marcatori | 11’, 31’ Yarmolenko 61’ Arnautović |

| Arbitro: | Moss |

|                              |           |  |
| Lacazette 56’ Aubameyang 59’ | Marcatori |  |

| Arbitro: | East |

|                               |           |  |
| Sigurðsson 56’, 89’ Tosun 66’ | Marcatori |  |

| Arbitro: | Marriner |

|             |           |                               |
| Pereira 40’ | Marcatori | 7’ Richarlison 77’ Sigurðsson |

| Arbitro: | Taylor |

|                             |           |  |
| Calvert-Lewin 87’ Tosun 89’ | Marcatori |  |

| Arbitro: | Moss |

|                       |           |                       |
| Pogba 27’ Martial 49’ | Marcatori | 77’ (rig.) Sigurðsson |

| Arbitro: | Coote |

|                                  |           |          |
| Richarlison 26’, 77’ Coleman 50’ | Marcatori | 33’ Dunk |

| Londra 11 novembre 2018, ore 14:15 WET 12ª giornata | Chelsea | 0 – 0 referto | Everton | Stamford Bridge (40 345 spett.)\| Arbitro: \| Friend \| |
| Arbitro:                                            | Friend  |               |         |                                                         |

| Arbitro: | Tierney |

|                |           |  |
| Sigurðsson 59’ | Marcatori |  |

| Arbitro: | Kavanagh |

|           |           |  |
| Origi 90’ | Marcatori |  |

| Arbitro: | Mason |

|                 |           |            |
| Richarlison 38’ | Marcatori | 19’ Rondón |

| Arbitro: | Friend |

|                           |           |                                 |
| Richarlison 15’ Digne 90’ | Marcatori | 63’ (aut.) Coleman 65’ Doucouré |

| Arbitro: | Pawson |

|                             |           |                   |
| Jesus 22’, 50’ Sterling 69’ | Marcatori | 65’ Calvert-Lewin |

| Arbitro: | Tierney |

|                            |           |                                                 |
| Walcott 21’ Sigurðsson 51’ | Marcatori | 27’, 61’ Son 35’ Alli 42’, 74’ Kane 48’ Eriksen |

| Arbitro: | Oliver |

|            |           |                                                              |
| Gibson 36’ | Marcatori | 2’ Mina 13’, 71’ Digne 22’ (rig.) Sigurðsson 90’ Richarlison |

#### Girone di ritorno
| Arbitro: | Madley |

|             |           |  |
| Locadia 59’ | Marcatori |  |

| Arbitro: | Atkinson |

|  |           |           |
|  | Marcatori | 58’ Vardy |

| Arbitro: | Taylor |

|                             |           |  |
| Zouma 61’ Calvert-Lewin 90’ | Marcatori |  |

| Arbitro: | Scott |

|                                  |           |                |
| Ward-Prowse 50’ Digne 64’ (aut.) | Marcatori | 90’ Sigurðsson |

| Arbitro: | Attwell |

|  |           |                |
|  | Marcatori | 3’ Richarlison |

| Arbitro: | Mason |

|           |           |                                            |
| Gomes 27’ | Marcatori | 7’ (rig.) Neves 45’ Jiménez 66’ Dendoncker |

| Arbitro: | Pawson |

|  |           |                       |
|  | Marcatori | 45’ Laporte 90’ Jesus |

| Arbitro: | Probert |

|          |           |  |
| Gray 65’ | Marcatori |  |

| Arbitro: | Friend |

|  |           |                                       |
|  | Marcatori | 41’, 66’ Sigurðsson 90’ Calvert-Lewin |

| Liverpool 3 marzo 2019, ore 16:15 WET 29ª giornata | Everton  | 0 – 0 referto | Liverpool | Goodison Park (39 335 spett.)\| Arbitro: \| Atkinson \| |
| Arbitro:                                           | Atkinson |               |           |                                                         |

| Arbitro: | Mason |

|                           |           |                                   |
| Rondón 65’ Pérez 81’, 84’ | Marcatori | 18’ Calvert-Lewin 32’ Richarlison |

| Arbitro: | Taylor |

|                                |           |  |
| Richarlison 49’ Sigurðsson 72’ | Marcatori |  |

| Arbitro: | Tierney |

|  |           |                      |
|  | Marcatori | 5’ Zouma 33’ Bernard |

| Arbitro: | Friend |

|              |           |  |
| Jagielka 10’ | Marcatori |  |

| Arbitro: | Probert |

|                       |           |  |
| Cairney 46’ Babel 69’ | Marcatori |  |

| Arbitro: | Tierney |

|                                                      |           |  |
| Richarlison 13’ Sigurðsson 28’ Digne 56’ Walcott 64’ | Marcatori |  |

| Londra 27 aprile 2019, ore 15:00 WEST 36ª giornata | Crystal Palace | 0 – 0 referto | Everton | Selhurst Park (25 789 spett.)\| Arbitro: \| Mason \| |
| Arbitro:                                           | Mason          |               |         |                                                      |

| Arbitro: | Kavanagh |

|                            |           |  |
| Mee 17’ (aut.) Coleman 20’ | Marcatori |  |

| Arbitro: | Marriner |

|                     |           |                       |
| Dier 3’ Eriksen 75’ | Marcatori | 69’ Walcott 72’ Tosun |

### FA Cup
| Arbitro: | Brooks |

|                         |           |              |
| Lookman 12’ Bernard 14’ | Marcatori | 28’ Bostwick |

| Arbitro: | Oliver |

|                                    |           |                           |
| Gregory 45’ Cooper 75’ Wallace 90’ | Marcatori | 43’ Richarlison 72’ Tosun |

### Coppa di Lega
| Arbitro: | Scott |

|                                       |           |            |
| Sigurðsson 28’ Calvert-Lewin 61’, 87’ | Marcatori | 86’ Vaulks |

| Arbitro: | Kavanagh |

|                                        |                      |                                    |
| Walcott 85’                            | Marcatori            | 44’ Ings                           |
| Baines Tosun Richarlison Zouma Walcott | Tiri di rigore 3 – 4 | Ings Davis Højbjerg Targett Soares |

## Statistiche

### Statistiche di squadra
| Competizione   | Punti | In casa | In casa | In casa | In casa | In casa | In casa | In trasferta | In trasferta | In trasferta | In trasferta | In trasferta | In trasferta | Totale | Totale | Totale | Totale | Totale | Totale | DR  |
| Competizione   | Punti | G       | V       | N       | P       | Gf      | Gs      | G            | V            | N            | P            | Gf           | Gs           | G      | V      | N      | P      | Gf     | Gs     | DR  |
| -------------- | ----- | ------- | ------- | ------- | ------- | ------- | ------- | ------------ | ------------ | ------------ | ------------ | ------------ | ------------ | ------ | ------ | ------ | ------ | ------ | ------ | --- |
| Premier League | 54    | 19      | 10      | 4       | 5       | 30      | 21      | 19           | 5            | 5            | 9            | 24           | 25           | 38     | 15     | 9      | 14     | 54     | 46     | +8  |
| FA Cup         | -     | 1       | 1       | 0       | 0       | 2       | 1       | 1            | 0            | 0            | 1            | 2            | 3            | 2      | 1      | 0      | 1      | 4      | 4      | 0   |
| Coppa di Lega  | -     | 2       | 1       | 1       | 0       | 4       | 2       | 0            | 0            | 0            | 0            | 0            | 0            | 2      | 1      | 1      | 0      | 4      | 2      | +2  |
| Totale         | -     | 22      | 12      | 5       | 5       | 36      | 24      | 20           | 5            | 5            | 10           | 26           | 28           | 42     | 17     | 10     | 15     | 62     | 52     | +10 |

### Andamento in campionato
| Giornata  | 1 | 2 | 3 | 4 | 5  | 6  | 7  | 8  | 9 | 10 | 11 | 12 | 13 | 14 | 15 | 16 | 17 | 18 | 19 | 20 | 21 | 22 | 23 | 24 | 25 | 26 | 27 | 28 | 29 | 30 | 31 | 32 | 33 | 34 | 35 | 36 | 37 | 38 |
| --------- | - | - | - | - | -- | -- | -- | -- | - | -- | -- | -- | -- | -- | -- | -- | -- | -- | -- | -- | -- | -- | -- | -- | -- | -- | -- | -- | -- | -- | -- | -- | -- | -- | -- | -- | -- | -- |
| Luogo     | T | C | T | C | C  | T  | C  | T  | C | T  | C  | T  | C  | T  | C  | C  | T  | C  | T  | T  | C  | C  | T  | T  | C  | C  | T  | T  | C  | T  | C  | T  | C  | T  | C  | T  | C  | T  |
| Risultato | N | V | N | N | P  | P  | V  | V  | V | P  | V  | N  | V  | P  | N  | N  | P  | P  | V  | P  | P  | V  | P  | V  | P  | P  | P  | V  | N  | P  | V  | V  | V  | P  | V  | N  | V  | N  |
| Posizione | 9 | 7 | 8 | 7 | 10 | 12 | 11 | 11 | 8 | 9  | 9  | 9  | 6  | 6  | 6  | 7  | 8  | 11 | 8  | 10 | 11 | 10 | 11 | 8  | 9  | 9  | 11 | 9  | 10 | 11 | 11 | 10 | 10 | 10 | 9  | 9  | 8  | 8  |

Legenda:

Luogo: C = Casa; T = Trasferta. Risultato: V = Vittoria; N = Pareggio; P = Sconfitta.

### Statistiche dei giocatori
| Giocatore        | Premier League | Premier League | Premier League | Premier League | FA Cup   | FA Cup | FA Cup      | FA Cup     | Coppa di Lega | Coppa di Lega | Coppa di Lega | Coppa di Lega | Totale   | Totale | Totale      | Totale     |
| Giocatore        | Presenze       | Reti           | Ammonizioni    | Espulsioni     | Presenze | Reti   | Ammonizioni | Espulsioni | Presenze      | Reti          | Ammonizioni   | Espulsioni    | Presenze | Reti   | Ammonizioni | Espulsioni |
| ---------------- | -------------- | -------------- | -------------- | -------------- | -------- | ------ | ----------- | ---------- | ------------- | ------------- | ------------- | ------------- | -------- | ------ | ----------- | ---------- |
| J. Virginia      | -              | -              | -              | -              | -        | -      | -           | -          | -             | -             | -             | -             | -        | -      | -           | -          |
| J. Pickford      | 38             | 0              | 1              | 0              | 2        | 0      | 0           | 0          | -             | -             | -             | -             | 40       | 0      | 1           | 0          |
| M. Stekelenburg  | -              | -              | -              | -              | -        | -      | -           | -          | 2             | 0             | 0             | 0             | 2        | 0      | 0           | 0          |
| L. Baines        | 6              | 0              | 0              | 0              | 1        | 0      | 0           | 0          | 1             | 0             | 0             | 0             | 8        | 0      | 0           | 0          |
| S. Coleman       | 29             | 2              | 1              | 0              | 1        | 0      | 0           | 0          | -             | -             | -             | -             | 30       | 2      | 1           | 0          |
| L. Digne         | 35             | 4              | 5              | 1              | 1        | 0      | 0           | 0          | 1             | 0             | 1             | 0             | 37       | 4      | 6           | 1          |
| B. Galloway      | -              | -              | -              | -              | -        | -      | -           | -          | -             | -             | -             | -             | -        | -      | -           | -          |
| P. Jagielka      | 7              | 1              | 0              | 1              | -        | -      | -           | -          | -             | -             | -             | -             | 7        | 1      | 0           | 1          |
| M. Keane         | 33             | 1              | 2              | 0              | 1        | 0      | 0           | 0          | 1             | 0             | 0             | 0             | 35       | 1      | 2           | 0          |
| J. Kenny         | 10             | 0              | 1              | 0              | 1        | 0      | 1           | 0          | 2             | 0             | 0             | 0             | 13       | 0      | 2           | 0          |
| Y. Mina          | 13             | 1              | 3              | 0              | 2        | 0      | 0           | 0          | -             | -             | -             | -             | 15       | 1      | 3           | 0          |
| K. Zouma         | 32             | 2              | 3              | 1              | 2        | 0      | 0           | 0          | 2             | 0             | 0             | 0             | 36       | 2      | 3           | 1          |
| A. Gomes         | 27             | 1              | 7              | 0              | 2        | 0      | 0           | 0          | -             | -             | -             | -             | 29       | 1      | 7           | 0          |
| B. Baningime     | -              | -              | -              | -              | -        | -      | -           | -          | -             | -             | -             | -             | -        | -      | -           | -          |
| Bernard          | 34             | 1              | 5              | 0              | 1        | 1      | 0           | 0          | 1             | 0             | 0             | 0             | 36       | 2      | 5           | 0          |
| T. Davies        | 16             | 0              | 3              | 0              | 1        | 0      | 0           | 0          | 2             | 0             | 0             | 0             | 19       | 0      | 3           | 0          |
| K. Dowell        | -              | -              | -              | -              | -        | -      | -           | -          | 2             | 0             | 0             | 0             | 2        | 0      | 0           | 0          |
| I. Gueye         | 33             | 0              | 6              | 0              | 2        | 0      | 1           | 0          | -             | -             | -             | -             | 35       | 0      | 7           | 0          |
| J. McCarthy      | 1              | 0              | 0              | 0              | -        | -      | -           | -          | -             | -             | -             | -             | 1        | 0      | 0           | 0          |
| M. Schneiderlin  | 14             | 0              | 2              | 0              | -        | -      | -           | -          | 2             | 0             | 1             | 0             | 16       | 0      | 3           | 0          |
| G. Sigurðsson    | 38             | 13             | 3              | 0              | 2        | 0      | 0           | 0          | 1             | 1             | 0             | 0             | 41       | 14     | 3           | 0          |
| D. Calvert-Lewin | 35             | 6              | 3              | 0              | 2        | 0      | 0           | 0          | 1             | 2             | 0             | 0             | 38       | 8      | 3           | 0          |
| A. Lookman       | 21             | 0              | 0              | 0              | 2        | 1      | 0           | 0          | 1             | 0             | 0             | 0             | 24       | 1      | 0           | 0          |
| Richarlison      | 35             | 13             | 5              | 1              | 2        | 1      | 0           | 0          | 1             | 0             | 0             | 0             | 38       | 14     | 5           | 1          |
| C. Tosun         | 25             | 3              | 3              | 0              | 2        | 1      | 1           | 0          | 2             | 0             | 0             | 0             | 29       | 4      | 4           | 0          |
| T. Walcott       | 37             | 5              | 1              | 0              | 1        | 0      | 0           | 0          | 2             | 1             | 0             | 0             | 40       | 6      | 1           | 0          |
| M. Holgate       | 5              | 0              | 1              | 0              | -        | -      | -           | -          | 1             | 0             | 0             | 0             | 6        | 0      | 1           | 0          |
| O. Niasse        | 5              | 0              | 0              | 0              | -        | -      | -           | -          | 2             | 0             | 0             | 0             | 7        | 0      | 0           | 0          |
| Sandro           | 1              | 0              | 0              | 0              |          |        |             |            |               |               |               |               |          |        |             |            |